# RUNDC3A
RUNDC3A‏ (RUN domain containing 3A) هوَ بروتين يُشَفر بواسطة جين RUNDC3A في الإنسان.